# 16-я Краинская моторизованная бригада
 16-я Краинская моторизованная бригада (серб. 16. (Шеснаеста) крајишка моторизована бригада) — моторизированное подразделение Войска Республики Сербской, входившее в состав 1-го Краинского корпуса.

## История

### Создание и участие во Второй Мировой войне
16-я Краинская бригада была основана в 1942 году в деревне Ламовита недалеко от города Приедор. Тогда бригада называлась «Краинская ударная пролетарская бригада» (сербохорв. Крајишка ударна пролетерска бригада). Позже, в 1950-е годы она передислоцировалась в Травник, а затем — в Баня-Луку, где была переименована в «16-й полк» (сербохорв. 16. пук). В 1985 году полк был переименован в «16-ю бригаду». По данным именем бригада существовала вплоть до конца войн в бывшей Югославии.

### Война в Хорватии
Мобилизация личного состава проводилась в период с 13 июня по 15 августа 1991 года. Местом сбора были деревни Машичи, Шибича-Хань и Берек, где они проводили боевую подготовку для предстоящей войны.
16 сентября 1991 года часть бригады форсировала реку Сава возле Градишка и присоединилась к 329-й бронетанковой бригаде ЮНА (позже это 1-я бронетанковая бригада РС). В первой атаке солдаты 16-й бригады взяли под контроль деревни Доня-Варош, Горня-Варош, Нова-Варош и вышли на шоссе Братства и единства. На следующий день бригада понесла первую потерю — от нескольких смертельных ранений погибает солдат Боян Майсторович.
Через несколько дней отдыха бригада вновь форсировала Саву и за несколько дней заняла сёла Посовац, Горни-Богичевци, Нова-Варош, Дони-Богичевци, а затем сёла Горни-Райчичи, Роджаник, Язавица, Вочарица, Пакленица и часть Стари-Грабоваца.
Под командованием тогдашнего командира Милана Челекетича бригада заняла 65 квадратных километров территории Западной Славонии, которое населялось преимущественно сербским населением.

### Война в Боснии
Весной 1992 года часть бригады вернулась в Баня-Луку, в то время как несколько рот остались в горах Влашича. В конце мая того же года, произошла новая мобилизация людей в районе горы Маняча, там численность бригады возросла на 1500 человек. Позже, большая часть бригады отправилась в Посавину (местность вдоль реки Сава), чтобы участвовать в прорыве линии фронта в операции «Коридор», а меньшая часть бригады отправилась в Республику Сербская Краина. В середине июня 1992 года бригада одержала победы в сражениях за ряд деревень и городов, от Добоя до Модрича (в частности под контролем оказались Йоховац, Галичи, Горня-Фочя, Караматичи, Лушичи, а также части Вуковца и Живково-Поле). 26 июня 1992 года бойцы бригады за несколько часов заняла деревню Милошевац, спустя некоторое время бойцы 2-й роты под командованием капитана Дмитра Зарича прорвали последние опорные пункты противника и соединились с частями Восточно-Боснийского корпуса. Таким образом, в период с 3 по 17 июля 1992 года были взяты под контроль 13 сербских деревень в Посавине (с общей площадью территории в 122 км²) между Краиной и Сербией, являвшимися целью штаба ВРС.
После перехода под контроль районов вдоль реки Сава часть бригады участвовала в защите населённых пунктов Доньи-Свилай и Одобни-Канал, а вторая половина участвовала в боях за Оштру-Луку и Градачац ради удержания позиций в ходе операции. В течение этого времени произошла смена командира бригады, вместо подполковника Милана Челекетича пришёл полковник Новица Симич. Вскоре после того, как командование повысело полковника Симича в генералы, по просьбе командования он был назначен командующим Восточно-Боснийского корпуса армии Республики Сербской. Новым командиром 16-й бригады стал подполковник Вукадин Макагич.
С середины августа до начала ноября 1992 года командиром 16-й бригады был полковник Славко Лисица, под его командованием бригада заняла город Брод. В полночь 6 октября бригада вошла в Брод и вышла к реке Сава.
После этого большая часть бригады вернулась на свои позиции Доньи-Свилай — Брусница, а менее чем через месяц бойцы 16-й бригады начали наступление на Орашье. Позже, в конце декабря новым командиром бригады стал Владо Топич, который сразу же вёл в направлении Брчко, для защиты коридора совместно с Востночно-Боснийским корпусом под командованием генерал-майора Новицы Симича. С зимы до лета 1993 года, в рамках операции «Содействие», бригада взяла под контроль 13 деревень и городов, и увеличила территорию Республики Сербской на 33 км². После этого бригада получила краткосрочный отпуск, а затем передислоцировалась в Добойско-Теслический фронт. В начале 1994 года участвовала в операции «Дрина».
Бригада была награждена орденом Неманичей высшей военной наградой Республики Сербской, за период войны 1992—1995 годов. После падения ряда муниципалитетов Краины в сентябре 1995 года (в период операции ХВ/АРБиХ «Мистраль»). Во время операции «Вагань-95» бригада совместно с 43-й Приедорской, 6-й Санской, 5-й Козарской, 65-м охранным полком и другими подразделениями вернулась на реку Уна. Перед входом в город Босанска-Крупа, бригада передислоцировалась в район Маняча, где присоединилась к другим подразделениям (Сербская добровольческая гвардия, 2-я Краинская бригада и специальная полиция бригады МВД РС) где они получили боевую задачу по оттеснению 5-го корпуса АРБиХ из округа Мрконич-Града и освобождение города Ключ. Всего за три дня, период с 3 по 6 октября бригада приблизилась к Ключу, но Генштаб приказал вернуться на прежний фронт, чтобы удержать позиции ВРС близ Добоя.
В период с 1992 по 1995 годы потери бригады составили 973 бойца (223 убитыми и 750 бойцов получили ранения различной степени) и 11 бойцов пропали без вести.

## Структура
Во время распада Югославии состав бригады выглядел следующим образом:
- Разведывательная рота
- Рота военной полиции
- Рота связи
- 1-й моторизованный батальон
- 2-й моторизованный батальон
- 3-й моторизованный батальон
- Бронетанковый батальон
- Смешанный противотанковый артиллерийский батальон
- Артиллерийский батальон (122-мм гаубиц)
- Лёгкий батальон ПВО
- Инженерный батальон
- Батальон тылового обеспечения
- Взвод РХБЗ